# Луций Венулей Апрониан (консул 123 г.)
Луций Венулей Апрониан Октавий Приск (на латински: Lucius Venuleius Apronianus Octavius Priscus; * 90 г.) е римски сенатор през 2 век.
Син е на Луций Венулей Монтан Апрониан (суфектконсул 92 г.) от Пиза. Внук е на Луций Венулей Монтан Апрониан (суфектконсул по времето на император Нерон) и на Лецила. Поетът Стаций споменава баща му Венулей в стихотворенията си в третата и четвъртата си книга Silvae.
Апрониан първо е водач на ескадрон римски конници (sevir equitum Romanorum), като кандидат на император Траян той е квестор и претор. През 123 г. е редовен консул заедно с Квинт Артикулей Петин. През 138/139 г. той е проконсул на провинцията Азия.
Неговият син Луций Венулей Апрониан е легат на I Италийски легион в Долна Мизия (143/144?), суфектконсул около 144 г. и консул 168 г.